# 76 (број)
76 је природан број који се јавља после броја 75, а претходи броју 77.

## У математици
76 је:
- Лукас број.[1]
- 14-гонални број.[2]

## У науци
- атомски број осмијума.

## Остало
- Филаделфија 76ерс,  кошаркашки клуб из Филаделфије.
- 76 (албум), албум Армина ван Бурена.